# Espaço quadrangular
O espaço quadrangular, espaço quadrilátero ou espaço de Velpeau é um espaço anatômico com importância clínica, devido a passagem do nervo axilar e da árteria circunflexa posterior do úmero, as quais podem ser comprimidas ou lesionadas nesse espaço devido a traumas ou lesões.  Lesões no espaço quadrangular podem levar a fraqueza no músculo deltóide, devido ao músculo ser inervado pelo nervo axilar.

## Limites
O espaço quadrangular é limitado por:
- acima/superior: músculo redondo menor.[2]
- abaixo/inferior: músculo redondo maior
- medialmente: cabeça longa do músculo tríceps braquial
- lateralmente: colo cirúrgico do úmero

## Conteúdo
Pelo espaço quadrangular passa o nervo axilar e a artéria circunflexa posterior do úmero.

## Galeria

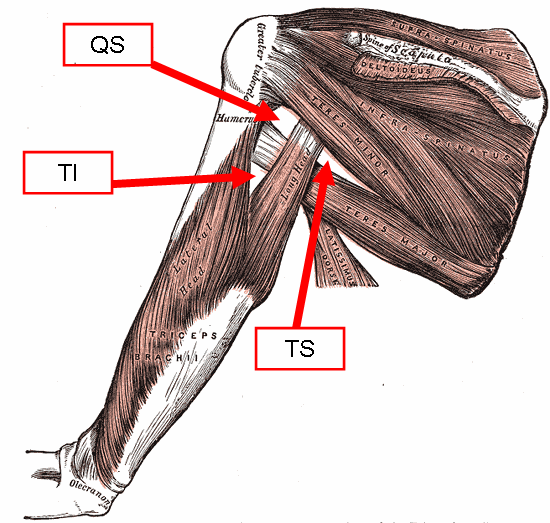
Músculos do dorso da escápula, e o tríceps braquial.